# Estação Santa Cruz (Rio de Janeiro)
Santa Cruz é a última estação de trem da Zona Oeste do Rio de Janeiro.

## História

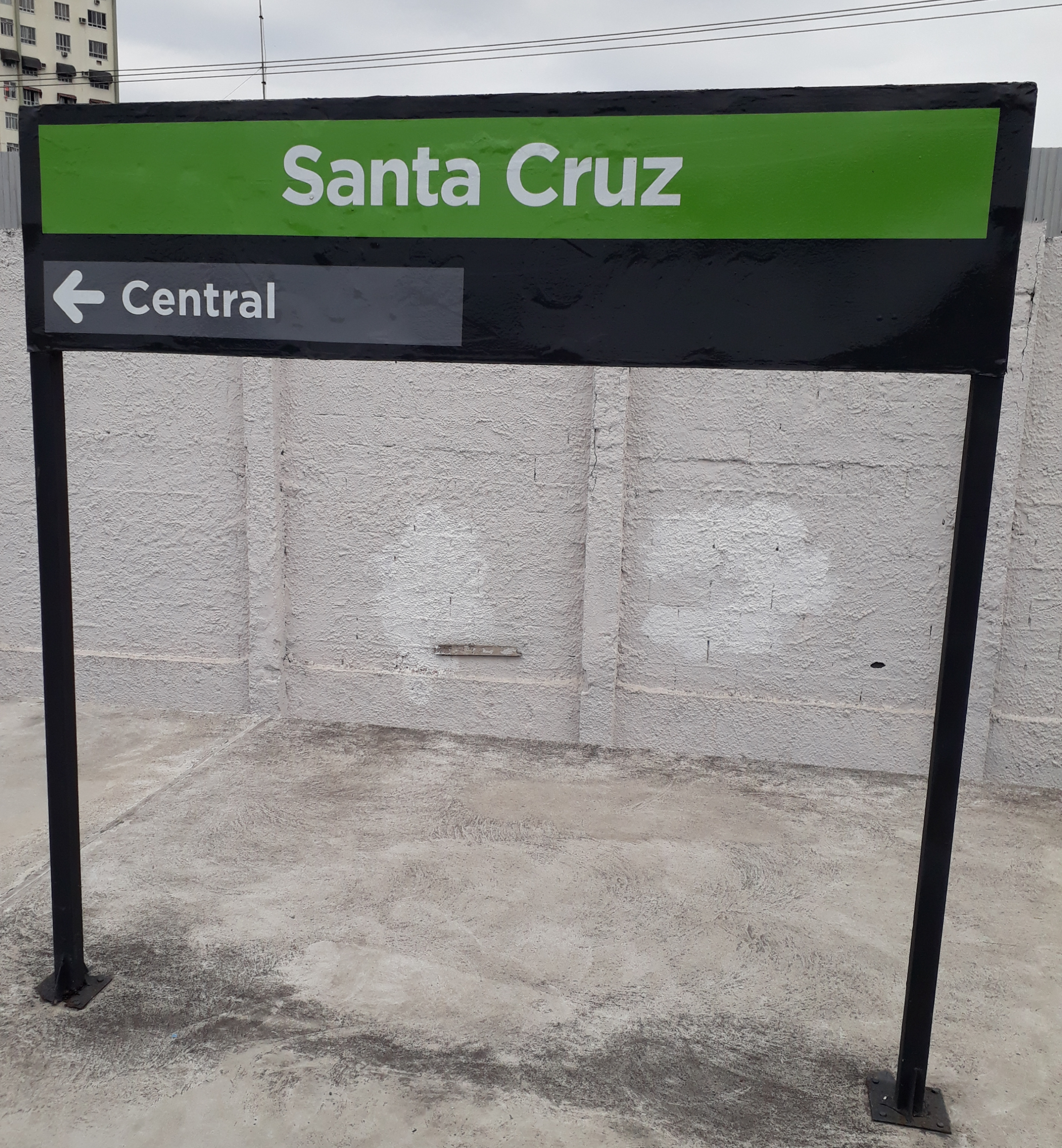
Placa Santa Cruz

Serve ao bairro de mesmo nome. Pertence ao antigo Ramal de Mangaratiba, da Estrada de Ferro Central do Brasil e localiza-se no km 54,774, sendo hoje a estação terminal do trecho com serviço de passageiros.
Foi inaugurada em 2 de dezembro de 1878 no centro do bairro, que nessa altura ainda abrigava o Palácio Imperial de Santa Cruz e permaneceu até 1911 como estação terminal do ramal, que iria chegar a Angra dos Reis. Em 1914, o ramal foi prolongado até Mangaratiba e deveria prosseguir até encontrar a linha da Estrada de Ferro Oeste de Minas em Angra dos Reis, mas isto nunca aconteceu.
A eletrificação da Estrada de Ferro Central do Brasil atingiu Santa Cruz na década de 1940, sem ter seguido adiante. Os trens que prosseguiam para Mangaratiba eram movidos a vapor, e a partir dos anos 1950, passaram ser locomotivas diesel-elétricas. Nos anos 1980, foi descontinuado o serviço de passageiros até Mangaratiba e em 1990, foi descontinuado o serviço até Itaguaí.
Da estação de Santa Cruz também saía o Ramal do Matadouro, além de um ramal para a base aérea para os Zeppelins, construído por volta de 1934. Hoje, ambos os ramais estão desativados.
Hoje a estação é operada pela Supervia e nos horários de maior movimento apresenta saídas de trens com intervalo médio de 12 minutos. Há serviços de integração com ônibus utilizando exclusivamente o Rio-Card (vale transporte eletrônico no estado do Rio de Janeiro) e existe um projeto para integração paga com o ramal Itaguaí, que está em fase de estudos para ser reativado.

## Plataformas
Plataforma 1A: Sentido Central do Brasil 

Plataforma 2A: Sentido Central do Brasil 

Plataforma 2B: Sentido Central do Brasil 

Plataforma 3C: Sentido Central do Brasil 

Plataforma 3D: Sentido Central do Brasil

## Fonte
- Max Vasconcellos: Vias Brasileiras de Comunicação, 1928;